# Гимера, Анжел
А́нжел Гимера́-и-Хо́рхе (кат. Àngel Guimerà i Jorge) — испанский поэт, писатель, драматург, писавший на каталанском языке. Отличительной чертой его творчества является внесение в романтизм основных черт реализма, что сделало его одним из сподвижников Renaixença или «возрождения» каталанского языка в конце XIX века.

## Биография
Гимера̀ родился на Канарских островах в семье каталонца Августина Гимера̀ Фонса и местной жительницы Маргариты Хорхе Кастельяно. Их дом стоял на улице Каналес, которая в настоящее время носит имя драматурга. 10 мая 1845 его крестили в церковном приходе Марии Консепсьон. После смерти отца Анжель переехал к дяде в Барселону, где и жил с семилетнего возраста, изучая каталанский язык и культуру. В то время его дом находился между графским поместьем и маленьким поселением в провинции Таррагона, Эль-Вендрель, куда он обычно убегал от матери.
Хотя Гимера̀ начал свою литературную деятельность в качестве поэта, он является одним из крупнейших писателей, творивших на каталанском языке, факт, нисколько не умаляющий его талант драматурга, благодаря которому он получил международное признание. Гимера посвятил себя театру, получив титул Mestres d’en Gai Saber на Цветочных Играх в 1877. Его драмы в стихотворной форме «Галла Плацидия» (1879), «Жудит де Вельп» (кат. Judith de Welp, 1883), «Море и небо» (кат. Маr i cel, 1888) и «Король и монах» (кат. Rei i monjo, 1890) превратили Гимера̀ в самого значительного каталонского драматурга своего времени, писавшего на родном языке. Особый успех сопутствовал пьесе «Море и небо», имевшая успех и у критиков и у публики. В 1889 он взял на себя обязанности президента Цветочных Игр.
Пьеса «Мария Роза» (1894) стала одним из его шедевров, вслед за которым последовали другие наиболее значимые его произведения: «Праздник пшеницы» (кат. La festa del blat, 1896) и «Долина» (кат. Terra baixa, 1897), имевшая большой успех в Каталонии, что сопутствовало её немедленному переводу на испанский язык, выполненному Хосе де Эчегараем, и ещё на тринадцать европейских языков. В 1903 Эжен д’Альбер поставил в Праге оперу «Долина» (нем. Tiefland), основанную на этой драме, что способствовало её дальнейшей популяризации. По ней же в 1907 году написал оперу «Каталонка» Фернан Ле Борн.
Благодаря столь громкому успеху своих драм Гимера̀ быстро стал одним из любимейших кинематографом авторов, произведения которого нашли своё экранное воплощение в начале XX века. Были экранизированы «Долина» (1907), «Мария Роза» (1908), «Море и небо» (1910) и «Молодая королева» (1916) — все на испанском языке. «Долина» была переснята в жанре немого кино в Аргентине, Соединенных Штатах и Германии, где в 1940 Лени Рифеншталь сняла свой знаменитый фильм Долина, вышедший на экраны лишь в 1953. Среди других знаковых произведений драматурга: комедия «Бальдирона» (1892) и драма «Дочь моря» (1900), также превращённая в оперу стараниями Эжена д’Альбера (1912). Кроме того, Гимера — автор La Santa Espina som i serem gent catalana (сарда̀на — народный танец в Каталонии), музыку к которому написал Энрике Морера. La Santa Espina som i serem gent catalana со временем превратился в гимн Каталонии.
В 1904 году Шведская Академия номинировала драматурга на Нобелевскую премию мира по литературе, которая впервые вручалась сразу двум авторам: вместе с Гимера̀ премию получал провансальский поэт Фредерик Мистраль. Награждались, таким образом, два автора, литературные чаяния которых ориентировались на воскрешение двух латинских языков с общей историей: каталанский и провансальский. Тем не менее, при давлении испанского правительства, которое считало неподходящим награждать каталонского автора (который, кроме всего прочего, имел определённый политический вес в Каталонии), список номинантов был изменен, чтобы премия Академии всё-таки была вручена. Вместо Гимера̀ была предложена кандидатура Хосе де Эчегарая, который, помимо работы над собственными произведениями, занимался переводами на испанский язык некоторых трудов Гимера̀. В результате, Нобелевская премия была вручена весьма комичному тандему Эчегарай-Мистраль, двум авторам, творчество которых не имеет между собой ничего общего.
В честь А̀нжеля Гимера̀ был назван главный и самый старый оперный театр на Канарских островах Санта-Крус-де-Тенерифе (Театр Гимера́). Кроме того, поэт был удостоен звания приёмного сына Барселоны.
А̀нжель Гимера̀ умер в Барселоне 18 июля 1924, и был торжественно погребен на Монжуикском кладбище (кат. Cementiri de Montjuïc) в Барселоне, завернутым во флаг Каталонии (señera).

## Referencias
1. ↑  TEATRO GUIMERÁ — Teatro, danza y música en Santa Cruz de Tenerife Архивировано 23 июня 2008 года.